# Megachile dohrandti
Megachile dohrandti là một loài Hymenoptera trong họ Megachilidae. Loài này được Morawitz mô tả khoa học năm 1880.